# 마리아 리베르타드 고메스 가리가
마리아 리베르타드 고메스 가리가(스페인어: María Libertad Gómez Garriga, 1889년 7월 18일 ~ 1961년 7월 7일)는 지난날 대학 교수 출신이자 미국·푸에르토리코 여성 외교관 겸 정치가였다.
1924년에서 1925년까지 잠시 미국 국무부 예하 남미주국가외교행정특보비서관 직책을 지낸 그녀는 훗날 푸에르토리코 행정의회 대변인을 잠시 지내기도 하였다.